# Beta del Dofí
Beta del Dofí (β Delphini) és un estel binari de la constel·lació del Dofí, el més brillant de la constel·lació amb magnitud aparent +3,63. El component A, el principal, s'anomena Rotanev, que també és el nom tradicional del sistema. El curiós nom de Rotanev va aparèixer per primera vegada en el Catàleg d'estels de Palerm de 1814, sense cap explicació sobre aquest tema. Posteriorment, l'astrònom Thomas Webb va descobrir que el nom va ser encunyat per l'ajudant de l'astrònom Giuseppe Piazzi, Niccolo Cacciatore, qui va invertir el seu cognom llatinitzat Venator, convertint-lo en Rotanev.
Beta del Dofí és una binària espectroscòpica amb els seus dos components, de magnituds +4,0 i +4,9, separades uns 0,65 segons d'arc. Molt similars les dues, són subgegants blanc-grogues de tipus espectral F5IV i 6500 K de temperatura; Beta del Dofí A (Rotanev) és 18 vegades més lluminosa que el Sol, mentre que Beta del Dofí B és només 8 vegades més lluminosa que el nostre estel. La velocitat de rotació d'una —o d'ambdues— estrelles és modesta, 40 km/s. D'altra banda, Beta del Dofí mostra peculiaritats en la seva composició química —específicament en el cas de l'estronci— com a conseqüència de l'enfonsament o ascens de les diferents classes d'àtoms. No obstant això, la abundància de ferro és relativament corrent.
El sistema es troba a 97 anys llum del Sistema Solar.
La separació mitjana entre les dues components de Beta del Dofí és de 13 ua, encara que l'excentricitat de l'òrbita fa que aquesta variï entre 8 i 18 ua al llarg del període orbital de 26,7 anys.
L'apoapsi —màxima separació— va tenir lloc el 2002.
Així mateix, hi ha altres tres estels de poca magnitud que visualment apareixen al costat de Beta del Dofí, però no formen part del sistema estel·lar.